# 50th Virginia Infantry
Cinquantième régiment d'infanterie de volontaires de Virginie
Le 50th Virginia Volunteer Infantry Regiment est un régiment d'infanterie levé en Virginie pour servir dans l'armée des États confédérés pendant la guerre de Sécession. Il combat en grande partie avec l'armée de Virginie du Nord et au Tennessee.

## Service
Le 50th Virginia est organisé en juillet 1861, avec dix compagnies de cavalerie temporairement rattachées. Le régiment participe à la bataille de Carnifex Ferry le 10 septembre 1861 ; après celle-ci, une des compagnies de cavalerie est déactivée et les deux autres sont transférées vers le 8th Regiment Virginia Cavalry.
L'unité est réorganisée en mai 1862, avec neuf compagnies. Elle part pour le Tennessee, et en février 1862 et est capturée à fort Donelson. Après avoir été échangée, elle est affectée au département de Virginie occidentale et combat lors de la campagne de la vallée de Kanawha du général William Wing Loring de 1862 et participe à la capture de Charleston, Virginie (maintenant Virginie-Occidentale) le 13 septembre 1862.
Plus tard, le 50th Virginia sert dans la brigade de J.M. Jones, de G.C. Wharton, et de Forsberg Brigade, au sein de l'armée de Virginie du Nord. Il participe à de nombreux combats de Chancellorsville jusqu'à Cold Harbor, se déplace avec Early dans la vallée de la Shenandoah. Le régiment est consolidé dans un groupe régimentaire composé des restes des 21st, 25th, 42nd, 44th et 48th Virginia Infantry commandé par la colonel Robert H. Dugan. Avec ce groupe régimentaire, il prend part à la seconde bataille de Kernstown qui est considérée comme l'apogée de la campagne d'Early dans la vallée de la Shenandoah(p191). Il combat sa dernière bataille à Waynesboro.

## Pertes
Le régiment rapporte 10 tués et 40 blessés à fort Donelson, et il y a eu 8 tués et 110 blessés à Chancellorsville. Plus de quarante pour cent des 240 engagés à Gettysburg ont été mis hors de combat, et il subit de lourdes pertes lors des combats dans la Wilderness. Il est dissout en avril 1865.

### Commandement
Les officiers supérieurs sont les colonels Thomas Poage, Alexander W. Reynolds, et A.S. Vandeventer ; les lieutenants colonels William W. Finney et Logan H. N. Salyer ; et les commandant Lynville J. Perkins et C.E. Thorburn.